# Montuerto
Montuerto es una localidad del municipio leonés de Valdepiélago, en la comunidad autónoma de Castilla y León. La iglesia está dedicada a los santos Justo y Pastor.

## Localidades limítrofes
Confina con las siguientes localidades:
- Al norte con Nocedo de Curueño.
- Al sur con Valdepiélago.
- Al suroeste con La Mata de Bérbula.
- Al oeste con Valdorria.

## Historia

Pendón de Montuerto

Así se describe a Montuerto en el tomo XI del Diccionario geográfico-estadístico-histórico de España y sus posesiones de Ultramar, obra impulsada por Pascual Madoz a mediados del siglo XIX:

Lugar en la provincia y diócesis de León, partido judicial de la Vecilla, audiencia territorial y capitanía general de Valladolid, ayuntamiento de Valdepiélago; Situado a orillas del río Curueño; su clima es bastante sano aunque frío. Tiene 23 casas; escuela de primeras letras; iglesia aneja de Nocedo, y buenas aguas potables. Confina N la matriz; E Oville; S Valdepiélago, y O Correcillas. El terreno es montuoso en su mayor parte y le fertilizan las aguas del Curueño. Además de los caminos locales, pasa por la inmediación del pueblo el que dirige a Asturias por la venta de Vegarada. Producciones: granos, legumbres y excelentes pastos; cría ganados; caza de varios animales, y pesca de truchas, anguilas y barbos. Población: 23 vecinos, 85 almas. Contribución: con el ayuntamiento.
Diccionario geográfico-estadístico-histórico de España y sus posesiones de Ultramar

## Demografía
Evolución de la población
| Gráfica de evolución demográfica de Montuerto entre 2000 y 2017    |
|                                                                    |
| Población de derecho (2000-2017) según el padrón municipal del INE |